# ハミド侯国
ハミド侯国（ハミドこうこく、Hamidoğlu）は、14世紀アナトリアのベイリク（君侯国）の一つ。

## 歴史
ルーム・セルジューク朝の凋落と共に出現し、南西アナトリアのエイルディルとウスパルタ付近を治めた。
このベイリクの創始者はフェレキュッディン・デュンダル・ベイ（Feleküddin Dündar Bey）であり、その父イルヤス（İlyas）と祖父ハミド（Hamid）はセルジューク朝の辺境の領主だった。デュンダル・ベイの兄弟ユヌス（Yunus）はハミドの南隣アンタルヤとコルクテリを中心としたテケ侯国を興した。
ウスパルタを中心とするオスマン帝国の行政区画は大体ウスパルタ県の領域に相当し、トルコ共和国初期まではハミド県（サンジャク）と呼ばれた。